# Pierściec
Pierściec (früher auch Piestrzec, deutsch Perstetz oder Pierstetz) ist eine Ortschaft mit einem Schulzenamt der Gemeinde Skoczów im Powiat Cieszyński der Woiwodschaft Schlesien, Polen.

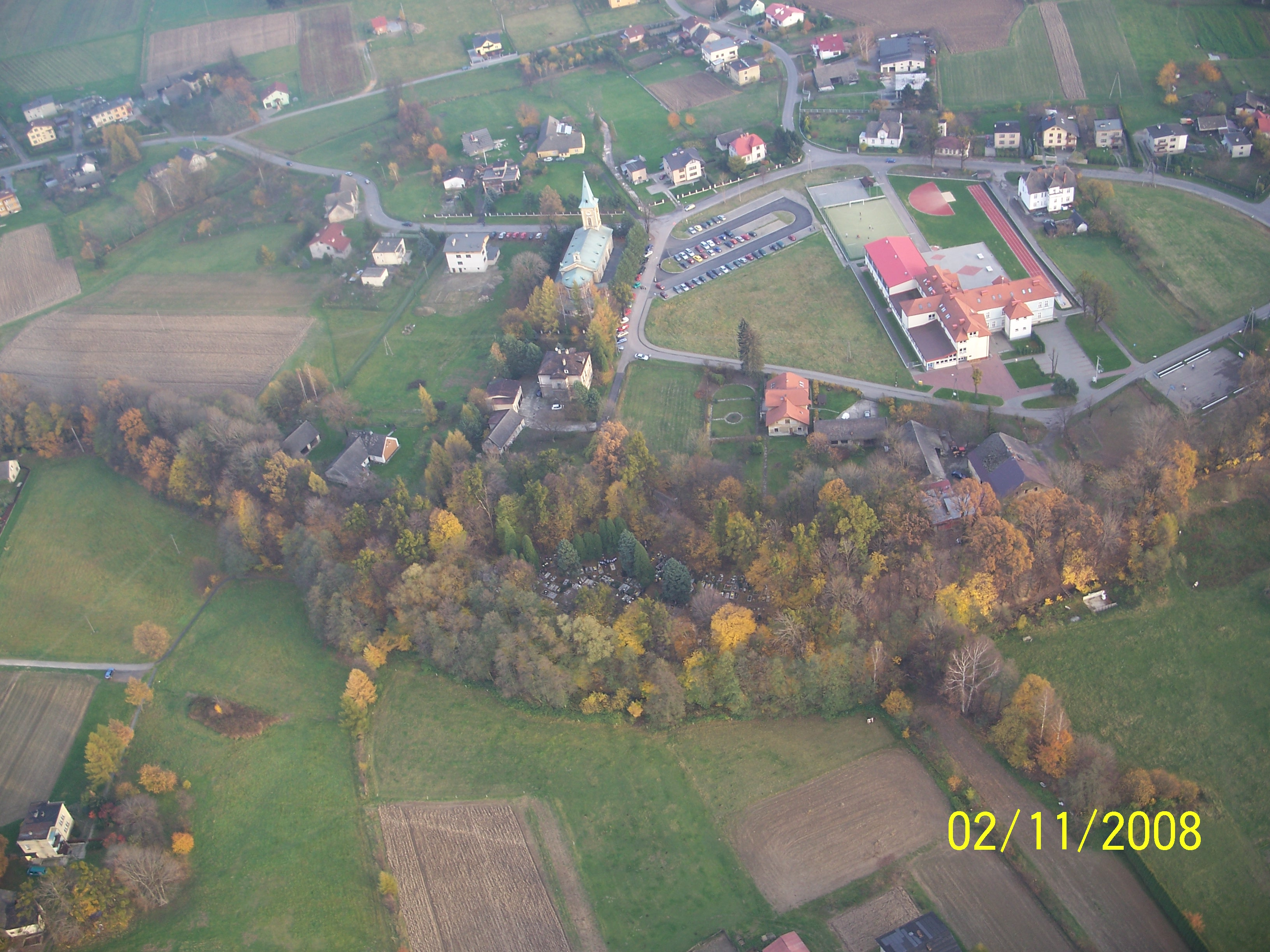
Blick auf Ortsmitte

## Geographie
Pierściec liegt im Auschwitzer Becken (Kotlina Oświęcimska), etwa 15 km westlich von Bielsko-Biała und 50 km südlich von Katowice im Powiat (Kreis) Cieszyn.
Das Dorf hat eine Fläche von 709 ha.
Nachbarorte sind Zaborze im Norden, Iłownica im Nordosten, Roztropice im Osten, Kowale im Südosten, die Stadt Skoczów im Süden,  Kiczyce im Westen.

## Geschichte
Das Dorf liegt im Olsagebiet (auch Teschner Schlesien, polnisch Śląsk Cieszyński).
Der Ort wurde im Jahr 1550 erstmals urkundlich als wsy Perstczy erwähnt, als ihm Privilege von Wenzel III. bestätigt wurden. Der Name ist abgeleitet vom Wort pierść, deutsch Staub.
Politisch gehörte das Dorf ursprünglich zum Herzogtum Teschen, unter der Lehnsherrschaft des Königreichs Böhmen, und seit 1526 gehörte es zur Habsburgermonarchie.
Nach der Aufhebung der Patrimonialherrschaften bildete es ab 1850 eine Gemeinde in Österreichisch-Schlesien, Bezirk Bielitz und Gerichtsbezirk Skotschau. In den Jahren 1880–1910 verkleinert sich die Einwohnerzahl von 574 im Jahr 1880 auf 539 im Jahr 1910, es waren überwiegend polnischsprachige (zwischen 95,1 % und 98,3 %), 1880 auch 27 (4,7 %) deutschsprachige. Im Jahre 1910 waren 66,8 % römisch-katholisch, 31,2 % evangelisch, es gab 11 (2 %) Juden.
1920, nach dem Zusammenbruch der k.u.k. Monarchie und dem Ende des Polnisch-Tschechoslowakischen Grenzkriegs, kam Pierściec zu Polen. Unterbrochen wurde dies nur durch die Besetzung Polens durch die Wehrmacht im Zweiten Weltkrieg.
Von 1975 bis 1998 gehörte Pierściec zur Woiwodschaft Bielsko-Biała.

## Religion
Die katholische Pfarrei (errichtet im Jahr 1785) gehört zum Bistum Bielsko-Żywiec, Dekanat Skoczów, die Pfarrkirche ist ein Wallfahrtsorf. Die evangelische Filialkirche gehört zur Pfarrei Skoczów, Diözese Cieszyn.

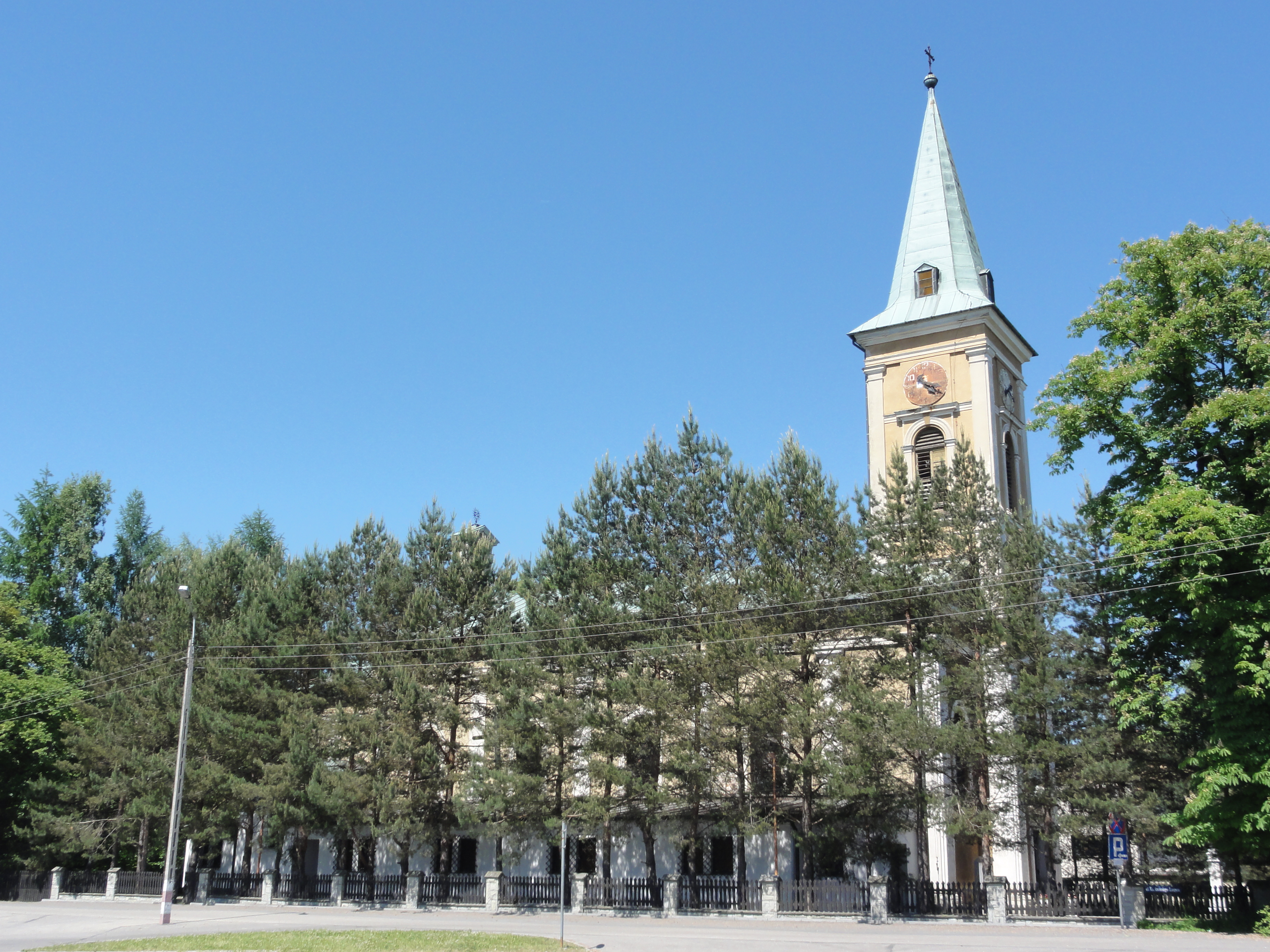
Katholische Kirche (Wallfahrtsorf)
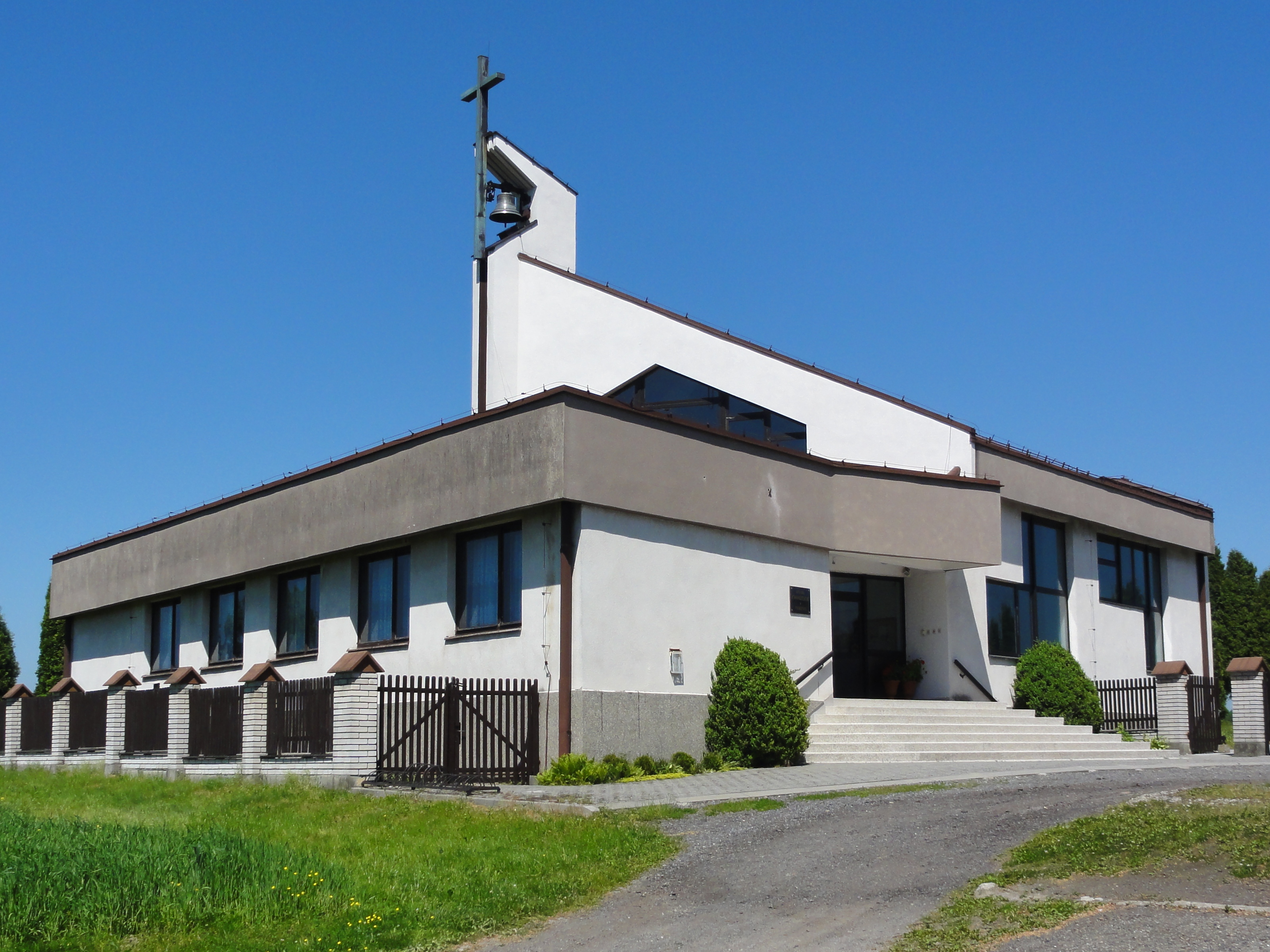
Evangelische Filialkirche